# Spoorwegsein

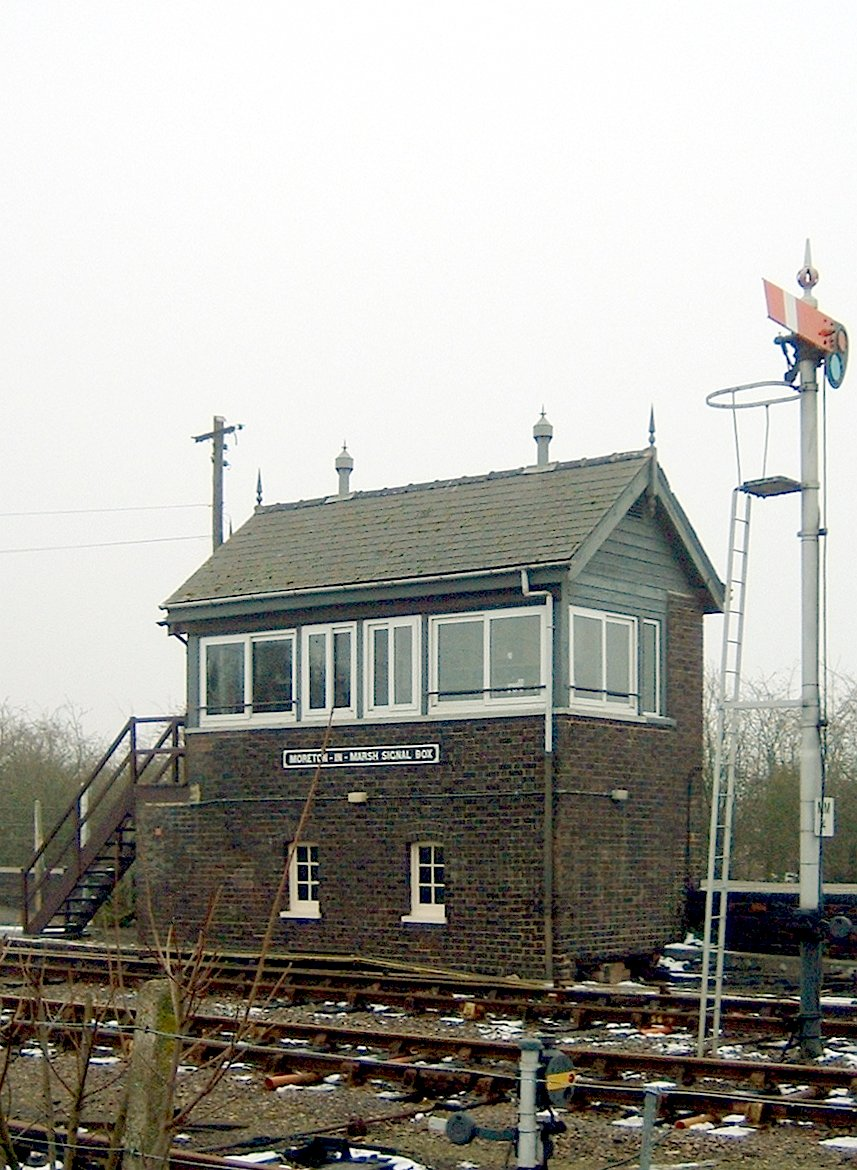
Armsein bij seinpost in Engeland, beide zijn op 2 juli 2022 nog in gebruik.

Een spoorwegsein geeft de machinist of treinbestuurder van een trein opdrachten, toestemmingen en informatie. Seinen hebben de vorm van een wit of gekleurd licht, of een bord, of een beweegbare arm, of lichten aan de voor- of achterzijde van een trein, of geluidssignalen, gebaren, enzovoorts.
Een aanwijzing wordt niet als sein gezien. Een aanwijzing is een opdracht of toestemming die mondeling of schriftelijk wordt overgebracht.

## Begrippen

### Seinen, seinbeelden en seingeving
Met het woord sein wordt de seininstallatie bedoeld. Gewoonlijk is dat een paal met één of meer lichten en/of borden. Het seinbeeld is het beeld dat het sein laat zien. Sommige seinen tonen altijd hetzelfde seinbeeld. Een voorbeeld is een bord.
Seingeving of signalering zijn synoniemen. Het zijn algemene termen voor de informatie, toestemmingen en opdrachten die seinbeelden overbrengen.

### Seinstelsel
Een seinstelsel is een samenhangend geheel van seinbeelden. Kennis van een seinstelsel omvat naast de betekenissen van de seinbeelden ook de algemene principes, kenmerken en samenhang van de seinbeelden. Kennis van het seinstelsel maakt het mogelijk om seinbeelden beter te begrijpen, en hun mogelijkheden en beperkingen te doorzien.

### Baanseinen en cabineseinen
Seinen die langs de spoorbaan staan worden baanseinen, vaste seinen en laterale seinen genoemd. Cabineseinen zijn seinen die in de treincabine zichtbaar worden gemaakt; men spreekt wel van cabineseingeving, cabinesignalering of stuurpostsignalisatie. Op lijnen waar volledig op cabineseinen wordt gereden zijn lichtseinen langs de baan bijna niet meer te vinden.

### Voorseinen en hoofdseinen
Bij baanseinen wordt vaak onderscheid gemaakt tussen hoofdseinen en voorseinen. Een hoofdsein kan opdracht geven om te stoppen en een voorsein kan dat niet. Omdat een trein gewoonlijk snel rijdt heeft hij een lange remweg. Daarom moet de machinist vooraf geïnformeerd worden over het seinbeeld dat het hoofdsein toont. Daartoe dient het voorsein. Het voorsein staat zo'n 1000 tot 1800 meter voor het bijbehorende hoofdsein. Deze afstand hangt af van de snelheid en het remvermogen van het treinverkeer.
Langs veel spoorlijnen staan de hoofdseinen zo dicht op elkaar dat elk hoofdsein tevens dienstdoet als voorsein voor het volgende sein. Deze hoofdseinen moeten dus drie seinbeelden kunnen tonen:
- veilig: het sein mag gepasseerd worden, en het volgende sein zal passeren ook toestaan.
- snelheid verminderen: het sein mag gepasseerd worden, maar het volgende sein toont stop. De machinist moet dus snelheid minderen en rekening houden met een stopopdracht.
- onveilig: stop.

## Armseinen

Nederlands armsein

Een armsein is een mechanisch spoorwegsein dat bestaat uit een paal met een beweegbare arm. De arm geeft de stand van het sein aan. Afhankelijk van het type sein kan de arm twee of drie standen aannemen, en dus twee of drie begrippen overbrengen. In Nederland werden armseinen gebruikt die twee standen kenden. De betekenis van de stand van de arm verschilt per land en per seintype. Armseinen tonen ook een gekleurd licht, zodat machinist of treinbestuurder armseinen ook bij duisternis kunnen waarnemen. Deze lichten zijn in het algemeen zwak en bij daglicht niet goed zichtbaar.
Op reguliere spoorlijnen in België en Nederland zijn armseinen overal verdwenen. Ze zijn alleen nog te maar zien bij spoorwegmusea en museumspoorlijnen.

## Lichtseinen
Lichtseinen tonen alleen lichten. De lichten zijn vaak geplaatst voor een groot zwart bord, om de zichtbaarheid van de lichten te vergroten. Lichtseinen kunnen veel informatie geven, bijvoorbeeld of het veilig is door te rijden, én hoe snel gereden kan worden, én wat de stand van het volgende sein zal zijn. Om zoveel informatie door te kunnen geven tonen lichtseinen vaak meerdere lichten tegelijk.

### De ontwikkeling van de kleuren voor lichtseinen
Tot 1876 werd in plaats van groen vaak een wit licht gebruikt. Dit kleurgebruik is in Engeland ontstaan. Het Engelse woord voor de kleur van wit licht is 'clear'. Hetzelfde woord wordt gebruikt om aan te geven dat een spoor vrij is, wat de betekenis van dit seinbeeld in het Engelse taalgebied glashelder maakt. In 1876 brak in een sein bij Abbots Ripton een gekleurde lens die voor het witte licht had moeten staan. Het sein toonde daardoor onterecht 'clear', wat een spoorwegongeval veroorzaakte. De ontdekking van deze oorzaak leidde tot de conclusie dat het gebruik van wit licht in seinen niet faalveilig is, en daarom werd in Engeland in de jaren na dit ongeval de kleur wit vervangen door groen.
Tussen 1904 en 1908 liet het New Yorkse bedrijf Corning Glass Works systematisch onderzoek doen naar de optimale kleur van spoorwegseinen. Corning Glass Works was producent van glaswerk voor lampen van spoorwegseinen. Onderzocht werd welke kleuren het best van elkaar te onderscheiden waren nadat ze door lenzen gebundeld werden. Door het bundelen worden seinlichten van een grotere afstand beter zichtbaar. Dit onderzoek leidde tot de aanbeveling om vier specifieke kleuren te gebruiken voor vier specifieke betekenissen. De vier gekozen kleuren zijn zo gekozen dat ze zo goed mogelijk zijn te onderscheiden, ook op grote afstand.
- rood: 'stop' (onveilig)
- geel: 'approach' (waarschuwing of snelheid verminderen)
- groen: 'clear' (veilig)
- wit: 'restricted' (rijden op zicht)

De kleur geel of amber was op dat moment nieuw, want tot dit onderzoek werd deze kleur maar weinig gebruikt, en zelden in de betekenis van 'waarschuwing'.

### Huidig gebruik van lichtseinen
Vrijwel alle spoorwegmaatschappijen namen de kleuren rood, groen en geel over, met vergelijkbare betekenissen. De exacte betekenissen van seinen lopen per seinstelsel of land uiteen. Een voorbeeld is de betekenis van een groen licht in Noord-Amerika. Soms betekent een groen licht alleen dat het spoor vrij is, en niet dat het sein ook voorbij gereden mag worden. De machinist mag dan alleen rijden met uitdrukkelijke toestemming van de treindienstleider, die in dat land dispatcher wordt genoemd.

### Het Nederlandse seinstelsel (NS'54)
Lichtseinen in Nederland tonen één licht, soms aangevuld met een oplichtend getal. De betekenissen van seinen zijn daardoor gemakkelijk af te lezen. Er zijn drie vormen:
- Hoog geplaatste hoofdseinen: de lampen zijn boven elkaar geplaatst. Het rode licht is altijd onderaan, afhankelijk van de leeftijd kunnen zowel geel als groen bovenaan zijn geplaatst. Achter de lampen is een zwart scherm geplaatst om de lampen bij daglicht beter zichtbaar te maken. Hoog geplaatste seinen kunnen soms een oplichtend getal tonen. De 'lichtbak' waarmee het getal wordt getoond is geplaatst aan de zij- of onderkant van het scherm voor de lampen. Hoofdseinen zijn in Nederland aan de ronde bovenkant te herkennen.
- Hoog geplaatste voorseinen: de lampen zijn eveneens boven elkaar geplaatst. Voorseinen kunnen geen rood tonen, maar de mogelijkheid om er een rode lamp in te plaatsen is er vaak wel, ook is de bovenkant plat in plaats van rond. Verder kunnen ze hetzelfde als hoofdseinen.
- Dwergseinen, laag geplaatste seinen. De lampen zijn in een driehoek geplaatst. Ze worden gebruikt op emplacementen waar treinen niet sneller dan 40 km/u mogen rijden.

In een voorontwerp van het huidige Nederlandse seinstelsel kenden seinen twee lichtbakken. Een rechthoekige lichtbak aan de bovenzijde van het sein zou de passeersnelheid tonen, de maximale snelheid waarmee de trein het sein mocht passeren. Een driehoekige lichtbak met de punt naar beneden aan de onderzijde van het sein zou de doelsnelheid tonen, de maximale snelheid waarmee het volgende sein gepasseerd mocht worden. Deze lichtbakken geven snelheden aan in tientallen km/u. Het getal 4 betekent dus 40 km/u.
Vanwege de hoge kosten van lichtbakken werd besloten om vaste maximumsnelheden met borden aan te geven. Deze snelheidsborden tonen de plaatselijk toegestane snelheid. Ze worden niet bij elk sein herhaald, alleen op plaatsen waar de vaste maximumsnelheid wijzigt staan snelheidsborden. Lichtbakken voor het aangeven van de passeersnelheid en de doelsnelheid zijn dan alleen nog nodig bij variabele snelheidsbeperkingen, zoals bij inrijseinen van stations. Eventueel oplichtende getallen geven dan een verdere beperking aan. Uiteindelijk besloot men om niet twee, maar één lichtbak te gebruiken. In combinatie met groen toont een sein alleen de passeersnelheid en in combinatie met geel toont het sein alleen de doelsnelheid.
Afbeeldingen en betekenissen van Nederlandse lichtseinen staan in de tabel hieronder.
| Hoog geplaatste seinen | Laag geplaatste seinen | Omschrijving | Betekenis |
| ---------------------- | ---------------------- | --- | --- |
|                        |                        | Hoog geplaatst groen licht. | Voorbijrijden toegestaan met maximaal de plaatselijke snelheid. Snelheidsborden geven de plaatselijke snelheid aan. |
|                        |                        | Hoog geplaatst knipperend of laag geplaatst groen licht. Bij het hoog geplaatste licht kan een verlicht getal worden getoond.              | Voorbijrijden toegestaan met maximaal 40 km/h. Toont het sein een getal, dan is voorbijrijden toegestaan met maximaal de snelheid die het getal aangeeft, in tientallen km/h. |
|                        |                        | Hoog of laag geplaatst geel licht. Bij het hoog geplaatste licht kan een verlicht getal worden getoond. Het verlichte getal kan knipperen. | Snelheid begrenzen tot 40 km/u en rekening houden met een stopopdracht voor het volgende sein. Toont het sein een getal, dan de snelheid begrenzen tot de snelheid die het getal aangeeft, in tientallen km/h. Knippert het getal, dan legt het eerstvolgende sein een snelheidsbegrenzing op, maar is de afstand tussen dat eerstvolgende sein en het daaropvolgende sein te kort om af te remmen tot de aangegeven doelsnelheid. De trein moet daarom al bij het passeren van het sein met het knipperende getal beginnen met het begrenzen van de snelheid. De doelsnelheid hoeft bij het volgende sein nog niet bereikt te zijn, maar de trein moet wel blijven remmen tot de doelsnelheid bereikt is. |
|                        |                        | Hoog of laag geplaatst knipperend geel licht.                                                                                              | Voorbijrijden toegestaan met maximaal 40 km/u of zoveel minder als nodig is om vóór een belemmering te kunnen stoppen. Er is geen garantie dat het spoor tot het volgende sein vrij is. Dit seinbeeld wordt bijvoorbeeld gebruikt als een trein aan een andere vast moet koppelen of bij het naderen van een onbeveiligd emplacement. |
|                        |                        | Hoog of laag geplaatst rood licht. | Stoppen voor het sein. De formele term is "stoptonend sein". |
| Snelheidsborden        | Snelheidsborden        | Omschrijving | Betekenis |
|                        |                        | Groen driehoekig bord met de punt omhoog met zwart getal.                                                                                  | Baanvaksnelheidsbord; dit bord geeft de hoogst toegelaten snelheid op een baanvak aan, de baanvaksnelheid. De snelheid wordt in tientallen km/u aangegeven. Een baanvak is het spoor tussen twee (stations)emplacementen. Na het passeren van het baanvaksnelheidsbord is de plaatselijke snelheid gelijk aan de baanvaksnelheid. De plaatselijke snelheid is de maximaal toegestane snelheid als een sein met een groen licht wordt getoond. |
|                        |                        | Geel driehoekig bord met de punt omlaag met zwart getal.                                                                                   | Snelheidsverminderingsbord; dit bord geeft opdracht de snelheid te begrenzen tot de snelheid die is aangegeven in tientallen km/u. Bij het nu volgende witte snelheidsbord (hieronder) mag die snelheid niet overschreden worden. |
|                        |                        | Wit vierkant bord met zwart getal. | Snelheidsbord; dit bord geeft de maximumsnelheid aan in tientallen km/u op stations en emplacementen, en soms ook op delen van de vrije baan, bijvoorbeeld in bogen, tunnels of op bruggen. Deze snelheid ligt gewoonlijk lager dan de baanvaksnelheid. Na het passeren van dit bord is de plaatselijke snelheid gelijk aan de snelheid die met het snelheidsbord wordt aangegeven. Als een sein groen licht toont is dit de maximaal toegestane snelheid. |

Er zijn meer spoorwegseinen. Alle spoorwegseinen zijn te vinden in bijlage 4 van de regeling spoorverkeer.
Foto's van lichtseinen in Nederland

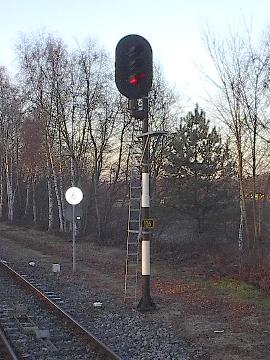
Een Nederlands hoog geplaatst lichtsein
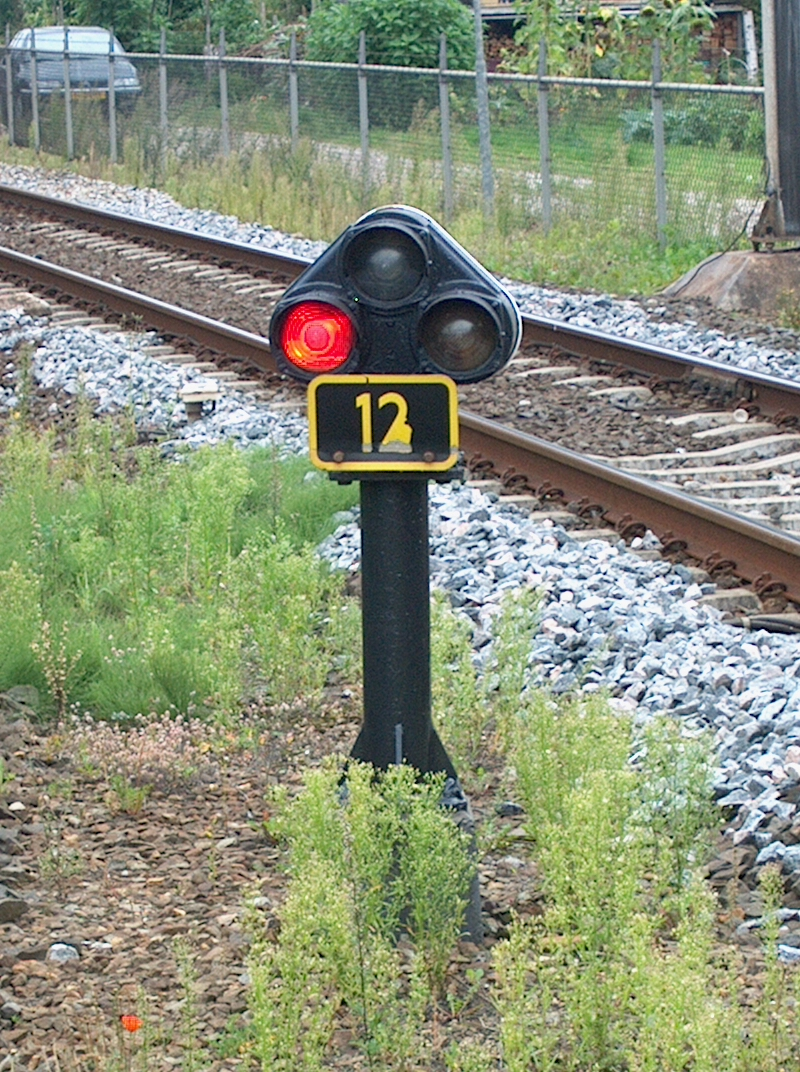
Een laag geplaatst sein wordt ook wel dwergsein genoemd. Deze staat bij Station Obdam.
Hoog geplaatst knipperend groen licht met daaronder een verlichte 8. Dat betekent 'Voorbijrijden toegestaan met maximaal 80 km/u'. Dit sein staat bij De Haar aansluiting.

### Het Belgische seinstelsel
Het Belgische seinstelsel maakt een duidelijk onderscheid tussen links en rechts rijden. Links rijden wordt regime normaalspoor genoemd, rechts rijden wordt regime tegenspoor genoemd. Bij regime normaalspoor staan de seinen links van het spoor en hebben de lichtseinen met een groot paneel een uitstulping aan de rechterzijde, waar een geel licht kan branden. De seinen in het grote paneel geven een vast licht, ze knipperen niet. Bij regime tegenspoor staan seinen rechts van het spoor en hebben lichtseinen met een groot paneel een uitstulping aan de linkerzijde, waar eveneens een geel licht kan branden. Deze lichten knipperen altijd.
Belgische seinen kunnen zowel de passeer- als de doelsnelheid met oplichtende cijfers weergeven. Dit wordt alleen gedaan op plaatsen waar variabele snelheidsbeperkingen kunnen gelden. De vaste maximumsnelheden worden met borden aangegeven. Een eventuele verdere beperking van de maximum passeersnelheid wordt onder het sein aangegeven; een eventuele verdere beperking van de doelsnelheid wordt boven het sein getoond.
Een andere bijzonderheid van het Belgische seinstelsel is het onderscheid tussen grote beweging en kleine beweging. Een kleine (trein)beweging heeft overeenkomsten met een rangeerbeweging, maar kan ook buiten een rangeeremplacement plaatsvinden.
Afbeeldingen en betekenissen van Belgische lichtseinen staan in de tabel hieronder.
| Regime normaalspoor (linker spoor) | Regime tegenspoor (rechter spoor) | Omschrijving                                                          | Betekenis |
| ---------------------------------- | --------------------------------- | --------------------------------------------------------------------- | --- |
|                                    |                                   | Groen                                                                 | Voorbijrijden met maximaal de snelheid die met een snelheidsbord in tientallen km/u is aangeduid. Een cijferbord direct onder het sein kan een verdergaande beperking opleggen. Ook die beperking wordt in tientallen km/u aangegeven. |
|                                    |                                   | Groen-geel (verticaal)                                                | Het volgende sein is dubbel geel, maar de afstand tussen dat sein en het daaropvolgende sein is te kort om te stoppen. Of het volgende sein is groen-geel (horizontaal), maar de afstand tussen dat sein en het daaropvolgende sein is te kort om de snelheidsvermindering te eerbiedigen. Daarom moet in beide gevallen al vanaf het groen-geel verticale sein worden vertraagd. |
|                                    |                                   | Groen-geel (horizontaal)                                              | Het volgende sein staat open maar legt een snelheidsbeperking op. De hoogte van de beperking kan met een cijferbord direct boven het sein worden aangegeven in tientallen km/u. Als er geen snelheid is aangegeven moet de treinbestuurder ervan uitgaan dat de verminderde snelheid 40 km/u zal zijn.                                                                            |
|                                    |                                   | Dubbel geel (diagonaal)                                               | Afremmen om tijdig te kunnen stoppen voor het volgende mogelijk rode sein. Boven het sein kan een "U" worden getoond om aan te geven dat het spoor doodloopt. |
|                                    |                                   | Rood                                                                  | Stop voor het sein. Dit sein mag niet gepasseerd worden, tenzij met een bevel. |
|                                    |                                   | Rood-wit                                                              | Voorbijrijden toegestaan in kleine beweging. Het spoor achter het sein is bezet, loopt dood, of het volgende sein is gesloten (rood) en staat op zeer korte afstand (<370m). |
| Snelheidsborden                    | Snelheidsborden                   | Omschrijving                                                          | Betekenis |
|                                    |                                   | Groen driehoekig bord met de punt omhoog en met wit getal.            | Referentiesnelheidsbord; dit bord geeft de maximumsnelheid aan buiten stations en emplacementen in tientallen km/u. Dit is de referentiesnelheid. |
|                                    |                                   | Geel driehoekig bord met de punt om laag en met zwart getal.          | Snelheidsverminderingsbord; dit bord geeft opdracht de snelheid te begrenzen tot de snelheid die is aangegeven in tientallen km/u. Bij het nu volgende witte snelheidsbord (hieronder) mag die snelheid niet overschreden worden. |
|                                    |                                   | Wit met zwart getal, vierkant bord. Er staat een cirkel om het getal. | Snelheidsbord; dit bord geeft de maximumsnelheid aan op stations en emplacementen in tientallen km/u. |

Foto's van lichtseinen in België

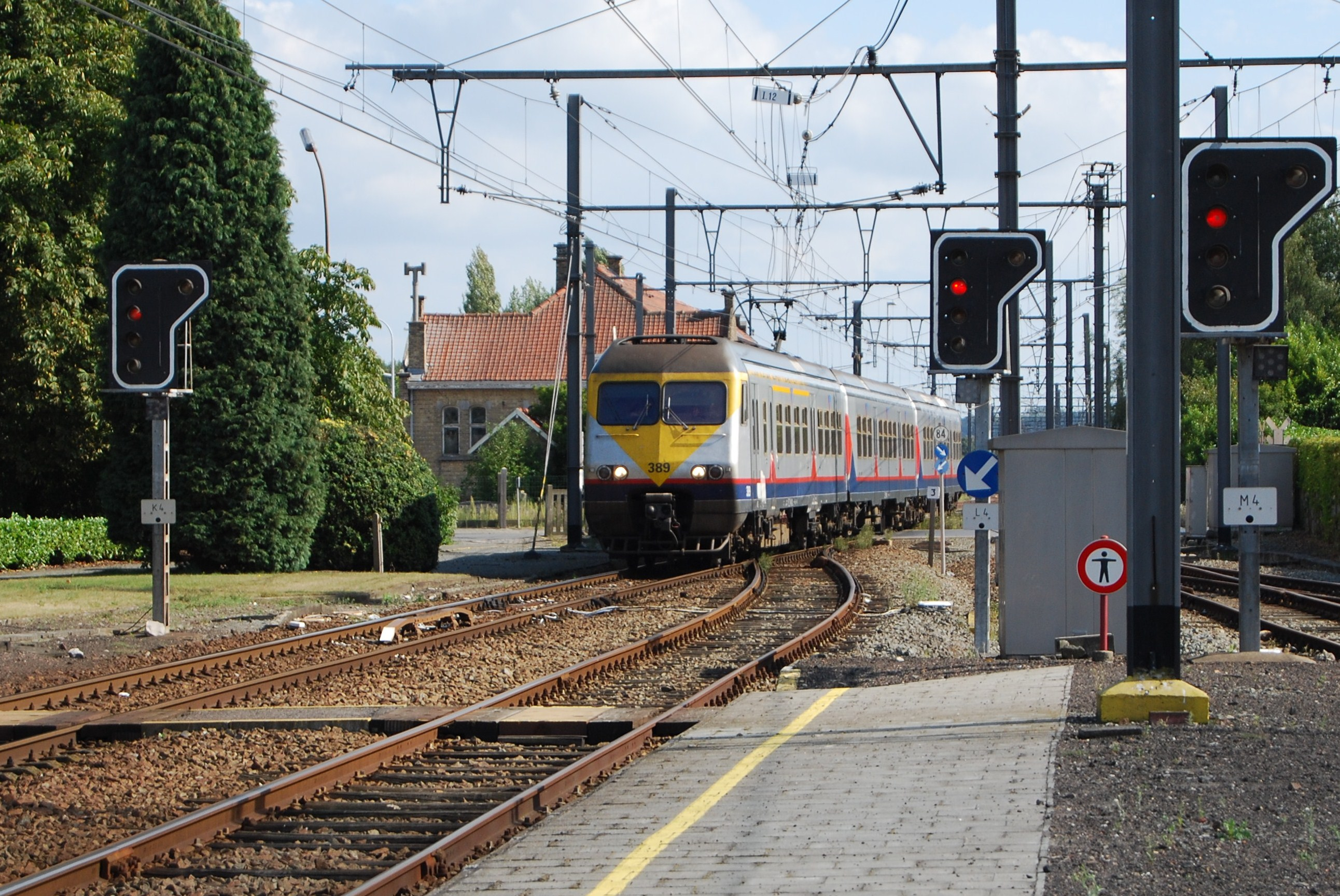
Drie Belgische lichtseinen in station Ieper geven rood aan.
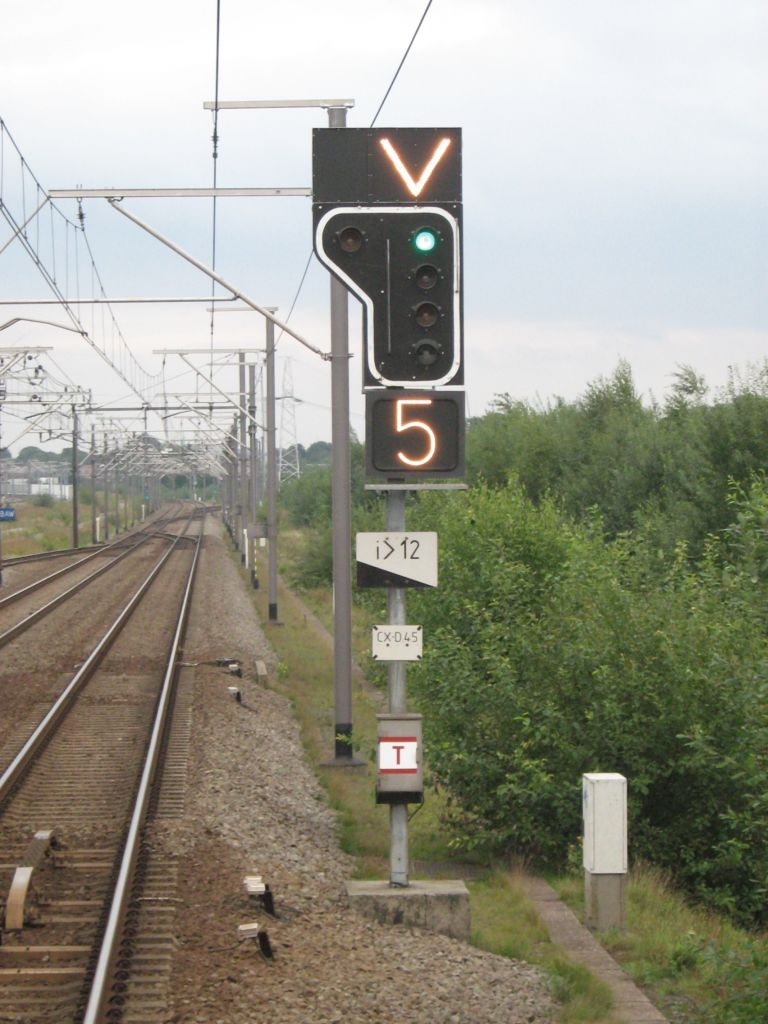
Dit lichtsein geeft aan dat het met maximaal 50 km/u gepasseerd mag worden. Het sein staat langs het rechter spoor en is van het regime tegenspoor. De 'V' geeft aan dat het volgende sein van het normale regime zal zijn. In dit geval wordt de trein na een aftakking verderop naar het linkerspoor geleid.

## Cabineseingeving
Als seinen in de cabine zichtbaar gemaakt worden spreekt men van cabineseingeving, cabinesignalering of stuurpostsignalisatie. Als cabineseinen en baanseinen gecombineerd worden bestaan er regels welke seinen gelden. Dit kan per situatie en zelfs per seinbeeld verschillen. Cabineseinen worden soms getoond in een apart scherm of via een apart kastje. Cabineseingeving kan ook gecombineerd worden met de snelheidsmeter.
Treinbeïnvloedingssystemen bieden in veel gevallen een cabinesein. Het cabinesein van een treinbeïnvloedingssysteem kan eveneens zichtbaar zijn in een apart kastje of scherm, of een combinatie vormen met de snelheidsmeter.

### Voordelen van cabineseingeving
Cabineseingeving heeft belangrijke voordelen boven baanseinen:
- Weersinvloeden (mist, regen, sneeuw) spelen nauwelijks een rol bij de seinwaarneming. Alleen lichtinval kan het zicht op het cabinesein in enige mate beïnvloeden.
- Obstakels langs het spoor, die de waarneming van baanseinen kunnen hinderen, spelen evenmin een rol bij de seinwaarneming.
- Cabineseinen tonen doorlopend wat het geldende seinbeeld is. Een baansein is slechts waarneembaar tot het is gepasseerd. Bij hoge snelheden in combinatie met bijvoorbeeld slechte weersomstandigheden is een baansein niet altijd lang genoeg waarneembaar om betrouwbaar afgelezen te kunnen worden. Onder andere in Nederland en België mag daarom zonder cabineseingeving niet sneller gereden worden dan 160 km/u.
- Er is maar één cabinesein, dus er is geen verwarring mogelijk over welk sein van toepassing is. Bij situaties met veel sporen en veel baanseinen kan onduidelijk zijn welk sein van toepassing is.
- Cabineseingeving is eenvoudig te integreren met treinbeïnvloeding.
- Als cabineseingeving is geïntegreerd met treinbeïnvloeding krijgt de machinist of treinbestuurder eenduidige informatie. Bij de combinatie van baanseinen en treinbeïnvloeding kan de informatie van de baanseinen afwijken van de informatie van de treinbeïnvloeding.
- Cabineseingeving biedt de mogelijkheid om naast visuele signalen óók geluidsignalen (audiosignalen) te geven. De geluidsignalen geven dan aan dat er nieuwe informatie is, of dat er reactie van de machinist of treinbestuurder wordt verwacht. Systemen voor treinbeïnvloeding geven overigens ook zowel visuele als geluidsignalen.

### Voorbeelden van cabineseingeving met geïntegreerde treinbeïnvloeding
Voorbeelden van cabineseingeving met geïntegreerde treinbeïnvloeding zijn het Duitse Linienförmige Zugbeeinflussung (LZB) en het Franse Transmission Voie-Machine (TVM). De Duitse respectievelijk Franse hogesnelheidstreinen zijn met deze systemen uitgerust, voor zover deze lijnen niet al met European Rail Traffic Management System (ERTMS) zijn uitgerust. Maar bijvoorbeeld ook de Rotterdamse metro is met LZB uitgerust.
Sommige typen treinbeïnvloedingssystemen met cabineseingeving zijn gebaseerd op standaarden, waardoor het mogelijk is trein in te zetten met apparatuur van verschillende leveranciers. Dat leidt weer tot een grotere markt en een breder gebruik van het standaardsysteem. Het meest aansprekende voorbeeld hiervan is het Europese ERTMS. Eveneens gestandaardiseerd, maar niet in die mate dat treinen met apparatuur van verschillende leveranciers op hetzelfde spoor kunnen rijden, zijn het Amerikaanse Positive Train Control (PTC) en het Communications-Based Train Control (CBTC), wat bijvoorbeeld bij de Amsterdamse metro in gebruik is.
Wanneer kleuren van nabij gezien worden is er veel minder kans op verwarring van kleuren. Daardoor is bijvoorbeeld het gebruik van zowel geel als oranje in het ERTMS/ETCS-cabinesein niet problematisch, terwijl deze kleuren bij gebruik in baanseinen tot foute waarnemingen kunnen leiden.

### ERTMS-cabineseingeving
Het ERTMS-cabinesein is een bedienscherm dat wordt aangeduid als driver machine interface (DMI). Het kan uitgevoerd zijn als aanraakscherm, maar er kunnen ook knoppen rond het scherm zijn geplaatst. In het linkerbovendeel van de DMI wordt de 'snelheidsinformatie' zichtbaar gemaakt. Hier is een snelheidsklok zichtbaar met een forse aanwijzer. In de as van de aanwijzer is ook de snelheid van de trein in cijfers aangegeven. De aanwijzer geeft niet alleen de snelheid aan, maar dient ook als spoorwegsein. De naald kan daarom meerdere kleuren aannemen. De belangrijkste combinaties van kleuren en betekenissen zijn:
| Aanwijzer              | Betekenis                              |
| ---------------------- | -------------------------------------- |
| Grijze snelheidswijzer | Verder rijden toegestaan               |
| Gele snelheidswijzer   | Opdracht om de snelheid te verminderen |
| Oranje snelheidswijzer | De trein rijdt te snel                 |
| Rode snelheidswijzer   | Er is een remingreep gaande            |

## Overige seinen

### Front‐en sluitseinen
De lichten op de voor- en achterzijde van een trein worden respectievelijk front- en sluitsein genoemd. Sluitseinen kunnen ook de vorm van bordjes hebben.
| Sein                          | Nederland                                                                                | België                                   |
| ----------------------------- | ---------------------------------------------------------------------------------------- | ---------------------------------------- |
| Normaal frontsein (voor)      | Drie witte of gele lichten: twee lichten op gelijke hoogte en een licht midden daarboven | Twee witte lichten op gelijke hoogte     |
| Rangeersein (voor en achter)  | Ten minste één wit of geel licht                                                         | Twee witte lichten op gelijke hoogte     |
| Gevaarseinen (voor en achter) | Twee rode lichten op gelijke hoogte en één, twee of drie witte of gele lichten           | Twee wisselend knipperende witte lichten |
| Gevaarseinen (voor en achter) | Twee afwisselend of gelijktijdig knipperende, witte lichten aan frontzijde               | Twee wisselend knipperende witte lichten |
| Sluitsein (achter)            | Twee rode lichten op gelijke hoogte                                                      | Twee rode lichten op gelijke hoogte      |

### Treinlengteborden
Treinlengteborden zijn zichtbaar op of nabij perrons.
| Nederland | België | Omschrijving                                                                                      | Betekenis |
| --------- | ------ | ------------------------------------------------------------------------------------------------- | --- |
|           |        | Blauw ruitvormig bord met wit getal (Nederland) of wit rechthoekig bord met zwart getal (België). | Treinlengtebord; deze borden staan langs perronsporen. Een passagierstrein met het aantal bakken (rijtuigen) dat op het bord is aangegeven, dient bij het bord tot stilstand gebracht te worden. De hele trein staat dan langs het perron en zo dicht mogelijk bij de toegang tot het perron. |
|           |        | Blauw ruitvormig bord (Nederland) of wit rechthoekig bord met een zwarte H (België)               | Treinlengtebord zonder getal; een passagierstrein, die stopt op het station, moet stoppen bij dit bord, als hij niet al eerder moest stoppen bij een cijferbord mét getal. Dit bord staat meestal bij het einde van het perron.                                                               |

### Bakens
Bakens zijn seinen die dienen voor de oriëntatie. Ze hebben meestal de vorm van een bord, soms behoorlijk groot. Een voorbeeld is dat seinen die toestemming kunnen geven om door te rijden of opdracht kunnen geven om snelheid te verminderen of te stoppen vrijwel altijd door bakens voorafgegaan worden.
| Afbeelding                | Aanduiding        | Omschrijving | Betekenis |
| ------------------------- | ----------------- | --- | --- |
| Tekening van witte bakens | Reflectorplaatjes | Op regelmatige afstand van ongeveer 70 meter achtereenvolgens drie vierkante reflectorplaatjes, twee reflectorplaatjes en één reflectorplaatje, vaak aangebracht op bovenleidingmasten.                                           | Aanduiding van de nadering van een lichtsein. |
| Tekening van witte bakens | Witte bakens      | Op regelmatige afstanden voor een sein drie opeenvolgende rechtopstaande witte borden met zwarte strepen in een hoek van 45 graden naar rechtsboven. Het eerste baken heeft drie strepen, de tweede twee en het derde één streep. | Aanduiding van de nadering van een voorsein. |
| Tekening van gele bakens  | Gele bakens       | Op regelmatige afstanden voor een sein drie opeenvolgende rechtopstaande gele borden met strepen in een hoek van 45 graden naar rechtsboven. Het eerste baken heeft drie strepen, de tweede twee en het derde één streep.         | Aanduiding van de nadering van een lichtsein dat op ten minste remwegafstand voorafgaat aan een lichtsein voor bijvoorbeeld een wissel of een beweegbare brug. |

### Borden voor voertuigen met stroomafnemers
| Nederland | België | Omschrijving                                                                        | Betekenis |
| --------- | ------ | ----------------------------------------------------------------------------------- | --- |
|           |        | Blauw met wit ruitvormig bord (Nederland) of wit met zwart ruitvormig bord (België) | Einde van bovenleiding; na dit bord houdt de bovenleiding op. Niet voorbijrijden wanneer de stroomafnemers opgezet zijn. |
|           |        | Blauw met wit ruitvormig bord (Nederland), wit vierkant bord (België)               | Uitschakelen tractiestroom; na dit bord moet de tractiestroom uitgeschakeld zijn. Wordt onder meer toegepast bij beweegbare bruggen waar de stroomafnemer niet hoeft te worden neergelaten, maar het contact wel verbroken wordt en dus een vlamboog zou kunnen optreden. |
|           |        | Blauw met wit ruitvormig bord (Nederland), wit vierkant bord (België)               | Inschakelen tractiestroom; na dit bord kan de tractiestroom weer ingeschakeld worden. Het onderbord geeft de lengte van de trein aan waarbij mag worden ingeschakeld. |

## Voetnoten
1. ↑  'Vaste seinen' gebruikt men in de Nederlandse regelgeving. Zie bijlage 4 bij de Regeling spoorverkeer.
2. ↑  'Laterale seinen' gebruikt men in de Belgische regelgeving. Zie bijvoorbeeld hoofdstuk 2 'Vaste seininrichting ‐ grote lichtseinen' in bundel 3.1 'Lijnen met laterale seininrichting' van de Veiligheidsvoorschriften betreffende de exploitatie van de spoorweginfrastructuur VVESI.
3. ↑  Formeel kunnen ook de signalering van het centrale deursluitingssysteem en de dodemansvoorziening als cabineseinen beschouwd worden, en ook de aanduiding van de maximaal toegelaten voertuigsnelheid is te zien als een statische vorm van cabineseingeving.
4. ↑   Deze betekenis van seinbeeld komt overeen met het begrip rijden op zicht (ROZ).[5]
5. ↑  Het Nederlandse seinbeeld 'geel met knipperend getal', het Belgische seinbeeld 'groen-geel verticaal' en het Noord-Amerikaanse seinbeeld 'advance aproach' hebben overeenkomstige betekenissen.
6. ↑  In Belgisch spoorwegjargon wordt dit seinbeeld ook wel 'korte stopper' genoemd.[bron?]
7. ↑  De machinist kan het gevaarsein tonen als hij een probleem zag op het andere spoor, bijvoorbeeld een auto die het spoor blokkeert. Het is een waarschuwing aan een naderende trein om direct te stoppen.

## Verwijzingen
1. ↑  Ray O'Brien, Moreton in Marsh signal box. Railway Herald (2 juli 2022). Geraadpleegd op 15 januari 2023.
2. ↑  (en) Solomon, Brian (2010). Railroad signalling. Voyageur Press, Minneapolis, Minnesota, USA, bladzijden 47 en 48. ISBN 978 0 7603 3881 0.
3. ↑  Middelraad, P., Voorgeschiedenis, ontstaan en evolutie van het NS-lichtseinstelsel (pdf) Bijlagen Seinwezen Commissie, bijlage SW‐cie 5, bladzijde 3. NS Railinfrabeheer (2000). Gearchiveerd op 21 oktober 2021. “The maximum speed at which a train is permitted to run is to be indicated by numerals displayed above the primary aspect. When an indication is required which will tell at what speed the next signal may be passed, it is to be given by numerals below the primary aspect, which in this case would be yellow. As an additional identification the numerals above the primary aspect will be on a square background and those displayed below will be on a triangular background.”
4. ↑  Middelraad, P., Voorgeschiedenis, ontstaan en evolutie van het NS-lichtseinstelsel (pdf) bladzijde 21. NS Railinfrabeheer (2000). Gearchiveerd op 21 oktober 2021. “Los daarvan was men om economische redenen al afgestapt van het idee dat het tonen van passeer‐ én doelsnelheid voor alle seinen zou moeten gelden. Vaste snelheidsbeperkingen zouden door borden worden aangegeven, waardoor lichtbakken voor het aangeven van passeer‐ én doelsnelheid alleen nodig zouden zijn bij variabele snelheidsbeperkingen, dus voornamelijk bij inrijseinen van stations en seinen voor vertakkingen en de hieraan voorafgaande seinen. Vervolgens werd dit standpunt gewijzigd in het in die situaties alleen tonen van de passeersnelheid in combinatie met groen óf het tonen van de doelsnelheid in combinatie met geel, waardoor een verdere besparing kon worden bereikt omdat dan veelal met een enkele lichtbak kon worden volstaan.”
5. ↑  Bijlage 4 bij de regeling spoorverkeer. Landelijke wet‐ en regelgeving op overheid.nl artikel 1.1. “Rijden op zicht Voorbijrijden toegestaan met een zodanige snelheid, die niet hoger is dan 40 kilometer per uur, om op elke plaats achter dit sein, waar een belemmering voor het rijden aanwezig is, te kunnen stoppen.”
6. ↑  Bijlage 4 bij de regeling spoorverkeer. Landelijke wet- en regelgeving op overheid.nl.